# Thomas Rupprath
Thomas Rupprath est un nageur allemand, né le 16 mars 1977 à Neuss (Rhénanie-du-Nord-Westphalie). Il est spécialiste des épreuves de dos et de papillon.
Il met fin à sa carrière en 2010.

## Palmarès

### Jeux olympiques d'été
- Jeux olympiques 2000 de Sydney :
  -  Médaille de bronze du relais 4 × 100 mètres 4 nages.
- Jeux olympiques 2004 d'Athènes :
  -  Médaille d'argent du relais 4 × 100 mètres 4 nages.

### Championnats du monde de natation

#### Championnats du monde en grand bassin
- Championnats du monde de natation 2001 à Fukuoka :
  -  Médaille d'argent du 50 mètres dos.
  -  Médaille d'argent du relais 4 × 100 mètres 4 nages.
- Championnats du monde de natation 2003 à Barcelone :
  -  Médaille d'or du 50 mètres dos.
- Championnats du monde de natation 2007 à Melbourne :
  -  Médaille d'argent du 50 mètres dos.

#### Championnats du monde en petit bassin
- Championnats du monde 2000 petit bassin à Athènes :
  -  Médaille d'argent du relais 4 × 100 mètres 4 nages.
- Championnats du monde 2004 petit bassin à Indianapolis :
  -  Médaille d'or du 50 mètres dos.
  -  Médaille d'argent du 100 mètres 4 nages.
  -  Médaille de bronze du 100 mètres dos.
- Championnats du monde 2006 petit bassin à Shanghai :
  -  Médaille d'argent du 50 mètres dos.

### Championnats d'Europe de natation

#### Championnats d'Europe en grand bassin
- Championnats d'Europe de natation 1997 à Séville :
  -  Médaille d'argent du relais 4 × 100 mètres 4 nages.
- Championnats d'Europe de natation 1999 à Istanbul :
  -  Médaille d'argent du 50 mètres dos.
- Championnats d'Europe de natation 2000 à Helsinki :
  -  Médaille d'argent du 100 mètres papillon.
- Championnats d'Europe de natation 2002 à Berlin :
  -  Médaille d'or du 50 mètres dos.
  -  Médaille d'or du 100 mètres papillon.
  -  Médaille d'argent du 50 mètres papillon.
  -  Médaille de bronze du relais 4 × 100 mètres 4 nages.

#### Championnats d'Europe en petit bassin
- Championnats d'Europe 1996 à Rostock :
  -  Médaille d'or du 100 mètres papillon.
  -  Médaille d'argent du 200 mètres papillon.
- Championnats d'Europe 1998 à Sheffield :
  -  Médaille d'or du 50 mètres dos.
  -  Médaille d'or du relais 4 × 50 mètres 4 nages.
  -  Médaille de bronze du 200 mètres papillon.
- Championnats d'Europe 1999 à Lisbonne :
  -  Médaille d'argent du 200 mètres papillon.
  -  Médaille d'argent du relais 4 × 50 mètres 4 nages.
- Championnats d'Europe 2000 à Valence :
  -  Médaille d'or du 100 mètres papillon.
  -  Médaille d'or du 200 mètres papillon.
  -  Médaille d'or du relais 4 × 50 mètres 4 nages.
- Championnats d'Europe 2001 à Anvers :
  -  Médaille d'or du 100 mètres dos.
  -  Médaille d'or du 100 mètres papillon.
  -  Médaille d'or du relais 4 × 50 mètres 4 nages.
- Championnats d'Europe 2002 à Riesa :
  -  Médaille d'or du 50 mètres dos.
  -  Médaille d'or du 100 mètres dos.
  -  Médaille d'or du 100 mètres papillon.
  -  Médaille d'or du relais 4 × 50 mètres 4 nages.
- Championnats d'Europe 2003 à Dublin :
  -  Médaille d'or du 50 mètres dos.
  -  Médaille d'or du 100 mètres dos.
  -  Médaille d'or du relais 4 × 50 mètres 4 nages.
  -  Médaille d'argent du 100 mètres papillon.
- Championnats d'Europe 2004 à Vienne :
  -  Médaille d'or du 50 mètres dos.
  -  Médaille d'or du 100 mètres dos.
  -  Médaille d'or du 100 mètres papillon.
  -  Médaille d'or du relais 4 × 50 mètres 4 nages.
  -  Médaille d'argent du relais 4 × 50 mètres nage libre.
- Championnats d'Europe 2005 à Trieste :
  -  Médaille d'or du 50 mètres dos.
  -  Médaille d'or du 100 mètres papillon.
  -  Médaille d'or du relais 4 × 50 mètres 4 nages.
  -  Médaille de bronze du 100 mètres dos.
- Championnats d'Europe 2006 à Helsinki :
  -  Médaille d'or du relais 4 × 50 mètres 4 nages.
  -  Médaille d'argent du 50 mètres dos.
  -  Médaille d'argent du 50 mètres papillon.
  -  Médaille de bronze du 100 mètres dos.
- Championnats d'Europe 2007 à Debrecen :
  -  Médaille d'or du 50 mètres dos.
  -  Médaille d'or du relais 4 × 50 mètres 4 nages.
  -  Médaille d'argent du 100 mètres 4 nages.
  -  Médaille de bronze du relais 4 × 50 mètres nage libre.
- Championnats d'Europe 2008 à Rijeka :
  -  Médaille d'argent du relais 4 × 50 mètres 4 nages.
- Championnats d'Europe 2009 à Istanbul :
  -  Médaille d'argent du 50 mètres dos.
  -  Médaille d'argent du relais 4 × 50 mètres 4 nages.

## Records

### 50 m dos

#### Grand bassin
- Record du monde du 50 m dos, en grand bassin, avec un temps de 24 s 80 réalisé à Barcelone, le 27 juillet 2003, lors des Championnats du monde.

#### Petit bassin
- Record du monde du 50 m dos, en petit bassin, avec un temps de 24 s 13 réalisé à Sheffield, le 11 décembre 1998, lors des Championnats d'Europe.
- Record du monde du 50 m dos, en petit bassin, avec un temps de 23 s 27 réalisé à Vienne, le 10 décembre 2004, lors des Championnats d'Europe.

### 100 m dos en petit bassin
- Record du monde du 100 m dos, en petit bassin, avec un temps de 50 s 58 réalisé à Melbourne, le 8 décembre 2002.

### 100 m papillon en petit bassin
- Record du monde du 100 m papillon, en petit bassin, avec un temps de 50 s 26 réalisé à Anvers, le 14 décembre 2001, lors des Championnats d'Europe.
- Record du monde du 100 m papillon, en petit bassin, avec un temps de 50 s 10 réalisé à Berlin, le 27 janvier 2002.

### 200 m papillon en petit bassin
- Record du monde du 200 m papillon, en petit bassin, avec un temps de 1 min 51 s 21 réalisé à Rostock, le 1er décembre 2001, lors des Championnats d'Allemagne.

### 100 m quatre nages en petit bassin
- Record du monde du 100 m 4 nages, avec un temps de 52 s 58 réalisé à Berlin, le 25 janvier 2003.